# Teatre romà d'Augusta Ràurica
El teatre romà d'Augusta Ràurica és un teatre situat a Augusta Ràurica (Suïssa), al cantó de Jura. Hom coneix diverses fases d'utilització, així com diverses etapes de construcció. Com teatre va ser construït cap als anys 60/70. Després, es va convertir també en circ per acabar una altra vegada en teatre vers els anys 120 i 150 després de la construcció, al sud de la ciutat, d'un amfiteatre. Devia tenir una capacitat d'entre 10.000 i 12.000 espectadors.